# جو جیشین
جو جیشین (انگلیسی: Ju Jixin؛ زادهٔ ۱۵ آوریل ۱۹۶۲)  بازیکن والیبال اهل چین بود. وی در بازی‌های المپیک تابستانی ۱۹۸۴ شرکت کرده‌است.